# Pseudalbiorix reddelli
Espèce
Synonymes
- Albiorix reddelli Muchmore, 1982

Pseudalbiorix reddelli est une espèce de pseudoscorpions de la famille des Ideoroncidae.

## Distribution
Cette espèce est endémique du Mexique. Elle se rencontre en Oaxaca et au Chiapas.

## Description
Les mâles mesurent de 1,97 à 2,17 mm et les femelles de 1,95 à 2,63 mm.

## Systématique et taxinomie
Cette espèce a été décrite sous le protonyme Albiorix reddelli par Muchmore en 1982. Elle est placée dans le genre Pseudalbiorix par Harvey, Barba, Muchmore et Pérez en 2007.

## Étymologie
Cette espèce est nommée en l'honneur de James R. Reddell.

## Publication originale
- Muchmore, 1982 : Some new species of pseudoscorpions from caves in Mexico (Arachnida, Pseudoscorpionida). Bulletin of the Texas Memorial Museum, vol. 28, p. 63-78.